# Randy Johnson (giocatore di football americano)
Randolph Klaus Johnson, detto Randy (San Antonio, 17 giugno 1944 – Brevard, 17 settembre 2009), è stato un giocatore di football americano statunitense che ha giocato nel ruolo di quarterback nella National Football League (NFL). Al college giocò a football alla Texas A&I University.

## Carriera professionistica
Johnson fu scelto nel corso del primo giro (16º assoluto) del Draft NFL 1966 dalla neonata franchigia degli Atlanta Falcons. Fu anche il primo giocatore nella storia della Texas A&I University ad essere scelto nel primo giro Draft. Fu il primo quarterback a partire come titolare per i Falcons e rimase con essi fino al 1970, dopo di che si trasferì per tre stagioni ai New York Giants. Nel 1974 abbandonò temporaneamente la NFL per giocare nella nuova World Football League. Tornò nel 1975 coi Washington Redskins e disputò l'ultima stagione della carriera con i Green Bay Packers nell'annata successiva.

## Vittorie e premi
- All WFL: 1

1974

## Statistiche
NFL
| Yard passate      | 8.329 |
| Touchdown         | 51    |
| Intercetti subiti | 90    |
| Passer rating     | 55,1  |